# イールズ
イールズ（Eels）は、1995年に結成されたアメリカのインディー・ロック・バンド。

## 概要
Mr. E または E ことマーク・オリヴァー・エヴェレット、ジョナサン・ノートン、トミー・ウォルターの3人により、1995年に結成。

## ディスコグラフィ

### スタジオ・アルバム
- 『ビューティフル・フリーク』 - Beautiful Freak (1996年)
- 『エレクトロ・ショック・ブルース』 - Electro-Shock Blues (1998年)
- 『デイジーズ・オブ・ザ・ギャラクシー』 - Daisies of the Galaxy (2000年)
- 『ソウルジャッカー』 - Souljacker (2001年)
- 『シューテナニー!』 - Shootenanny! (2003年)
- 『ブリンキング・ライツ・アンド・アザー・レヴェレイションズ』 - Blinking Lights and Other Revelations (2005年)
- 『オンブレ・ロボ』 - Hombre Lobo (2009年)
- 『エンド・タイムズ』 - End Times (2010年)
- 『トゥモロー・モーニング』 - Tomorrow Morning (2010年)
- Wonderful, Glorious (2013年)
- The Cautionary Tales of Mark Oliver Everett (2014年)
- 『ザ・ディコンストラクション』 - The Deconstruction (2018年)
- 『アース・トゥ・ドーラ』 - Earth to Dora (2020年)
- 『エクストリーム・ウィッチクラフト』 - Extreme Witchcraft (2022年)

### ライブ・アルバム
- Oh What a Beautiful Morning (2000年)
- Electro-Shock Blues Show (2002年)
- Sixteen Tons (Ten Songs) (2005年)
- 『ライヴ・アット・タウン・ホール』 - Eels with Strings: Live at Town Hall (2006年)
- Live and in Person! London 2006 (2008年)
- Tremendous Dynamite – Live in 2010 + 2011 (2013年)
- Live at Royal Albert Hall (2015年)